# Prefazioni (Kierkegaard)
Prefazioni. Lettura ricreativa per determinati ceti a seconda dell'ora e della circostanza, in danese Forord, è un'opera del filosofo Søren Kierkegaard firmata con lo pseudonimo Nicolaus Notabene e uscita il 17 giugno 1844, contemporaneamente a Il concetto dell'angoscia, pubblicato con lo pseudonimo Vigilius Haufniensis.

## Temi
Nella finzione lo pseudonimo, Nicolaus Notabene è un uomo sposato che vorrebbe fare lo scrittore. La donna, per poter vivere in condizioni economiche normali, lo preme affinché scriva delle prefazioni, senza gettarsi in opere più velletarie. In questo senso, il libro è stato letto come un esercizio di immaginazione di Kierkegaard su come sarebbe stata la sua vita se avesse sposato Regine Olsen, la fidanzata che si era deciso a lasciare, pur amandola. Altri vi hanno visto anche una presa in giro di Johan Ludvig Heiberg che, a detta di Kierkegaard, pretendeva di "spiegare tutto", come aveva fatto Hegel.
Diviso in 8 capitoli, preceduti da una Prefazione e chiusi da una Postilla, il libro intende la parola "prefazione" come una sorta di "stato d'animo" riguardo all'attività di scrittore, in senso parodico, rispetto alla singolarità, ai malintesi tra pubblico e autore, al senso della critica, agli entusiasmi facili di vedere le proprie parole circolare tra i lettori, dimenticando che si scrive un libro piuttosto "come l'uccello canta la sua canzone, come l'albero butta la sua chioma, e se qualcuno ne gioisce, tanto meglio", ovvero come "un viaggio entro i confini della propria coscienza". Non si tratta infatti di "disfarsi della mercanzia", battendo il prezzo massimo all'asta, ma "ci si gioca la vita di continuo". Infatti, "ognuno è assegnato soltanto a se medesimo, e l'uomo che bada di restare a questo ha un punto salto d'appoggio, da cui non verrà tradito. Se dunque vaglia tra sé e sé cosa vuole, fin dove vuole, se in forza di codesto meditare comincia lento e tace, allora la sua serietà non subirà umiliazioni. Viceversa, se a uno va di darsi un tono serio pensando a cosa vuole fare per gli altri, ciò prova che si tratta di un buffone patentato, la cui vita è e rimane una farsa a dispetto di arie e maniere, di eloquio possente e cruccio teatrale, un buffone la cui esistenza non ha alcun senso, salvo quello di poter fornire all'ironia qualche spunto ameno."

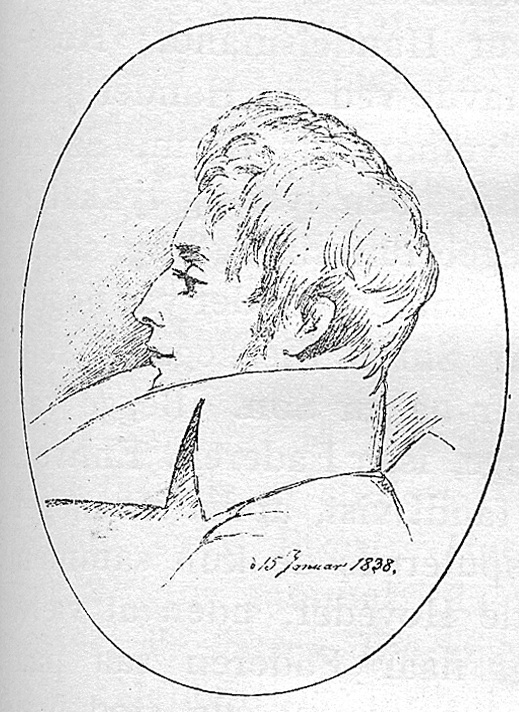
Disegno dell'autore fatto da Niels Christian Kierkegaard nel 1838.

Scrive ancora il filosofo nell'ultima pagina del capitolo VII: "La preoccupazione della mia vita non è di diventare scrittore, il mio desiderio non è di spillare danaro alla gente, per cui mi impegno, se viene dimostrato quello, a rimborsare i clienti uno per uno".

## Edizioni
- Forord, di Nicolaus Notabene, 1844.
- Prefazioni, a cura di Dario Borso, Guerini e Associati, Milano 1990 ISBN 88-7802-150-4; Rizzoli, Milano 1996 ISBN 88-17-17075-5